# Culicoides miharai
Culicoides miharai är en tvåvingeart som beskrevs av Sôichirô Kinoshita 1918. Culicoides miharai ingår i släktet Culicoides och familjen svidknott. Inga underarter finns listade i Catalogue of Life.